# Бихорац, Фарук
Фарук Бихорац (серб. Фарук Бихорац; род. 12 мая 1996, Нови-Пазар, Рашский округ) — сербский футболист, полузащитник клуба «Малишева».

## Карьера
Фарук родился в городе Нови-Пазар, а начал свою карьеру в одноимённом клубе. До 2012 года выступал за молодёжную команду, а в 2012 дебютировал в его основе. Это событие случилось 11 августа в матче суперлиги против клуба «Раднички».